# Margareth Madè
Margareth Madè, właśc. Margareth Tamara Maccarrone (ur. 22 czerwca 1982 w Paternò) – włoska aktorka i modelka.

## Biografia
Pracowała jako modelka, następnie zaczęła występować w programach telewizyjnych. Zadebiutowała jako aktorka w filmie Baaria w reżyserii Giuseppe Tornatorego w 2008 roku, gdzie wcieliła się w rolę Manniny u boku Francesca Scianny. Kolejnymi obrazami, w których wystąpiła, były: La mia casa è piena di specchi w 2010 roku, gdzie zagrała Sofię Loren oraz Il paese delle piccole piogge w 2012 roku.
W 2000 roku uhonorowana została nagrodą New Model Today. W 2009 roku otrzymała wraz z Francesco Scianną nagrodę Włoskiego Związku Dziennikarzy Filmowych (wł. Sindacato nazionale giornalisti cinematografici italiani) dla Zapowiadającego się aktora roku (wł. Promessa dell’anno).

## Wybrana filmografia
Aktorka wystąpiła m.in. w:
- 2008 – Baaria
- 2010 – La mia casa è piena di specchi
- 2012 – Il paese delle piccole piogge
- 2012 – Una donna per la vita
- 2013 – Il commissario Montalbano (epizod Il sorriso di Angelica)
- 2014 – E fuori nevica!